# Nádson Rodrigues de Souza
Nádson Rodrigues de Souza (Serrinha, 30 januari 1982), ook wel kortweg Nádson genoemd, is een Braziliaans voetballer.

## Carrière
Nádson speelde tussen 2001 en 2010 voor Vitória, Suwon Samsung Bluewings, Corinthians, Vegalta Sendai, Bahia en Sport Recife.

## Braziliaans voetbalelftal
Nádson debuteerde in 2003 in het Braziliaans nationaal elftal en speelde 2 interlands.